# نیروگاه فورگ داراب
نیروگاه گازی فورگ داراب  (استان فارس، شهرستان داراب، بهره‌برداری ۱۳۸۱)،  یکی از نیروگاه‌های ایران از نوع گازی با ظرفیت تولید ۴٫۲ مگاوات است که شامل ۳ واحد گازی ۱٫۴ مگاواتی است.
قدرت عملی نیروگاه در زمستان ۳ مگاوات و در تابستان ۲٫۷ مگاوات است.